# 1989年航空
此條目列出1989年發生有關航空運輸的事件。

## 事件

### 1月
- 1月2日：圖波列夫Tu-204進行首飛。

### 4月
- 4月16日：遼寧省瀋陽市瀋陽桃仙國際機場啟用。
- 4月25日：素叻他尼府蘇梅島蘇梅國際機場啟用。

### 8月
- 8月29日：湖南省長沙市長沙黃花國際機場啟用。

### 12月
- 12月14日：湖北省襄陽市襄陽劉集機場啟用。